# Shanghai Dreams
Pour plus de détails, voir Fiche technique et Distribution.
Shanghai Dreams (青红, Qīng hóng) est un film chinois réalisé par Wang Xiaoshuai, sorti en 2005.

## Synopsis
Dans les années soixante, sur les recommandations du gouvernement, de nombreuses familles ont quitté les grandes villes chinoises pour s'établir dans des régions pauvres, afin d'y développer l'industrie locale. L'héroïne du film a 19 ans et habite dans la province de Guizhou avec ses parents et son frère. C'est là qu'elle a grandi, que sont ses amis, qu'elle vit son premier amour. Mais son père pense que leur avenir est à Shanghaï. Comment vivre ensemble quand on ne partage pas les mêmes rêves ?

## Fiche technique
- Titre : Shanghai Dreams
- Titre original : 青红, Qīng hóng
- Réalisation : Wang Xiaoshuai
- Scénario : Wang Xiaoshuai et Lao Ni
- Production : Pi Li, Li Wei et Li Huatong
- Musique : Zhang Wu
- Photographie : Wu Di
- Montage : Yang Hongyu
- Pays d'origine : Chine
- Format : Couleurs - 1,85:1 - Dolby Surround - 35 mm
- Genre : Drame
- Durée : 123 minutes
- Dates de sortie : 17 mai 2005 (festival de Cannes), 3 juin 2005 (Chine), 14 décembre 2005 (France)

## Distribution
- Gao Yuanyuan : Wu Qinghong
- Wang Xueyang : Xiao Zhen
- Li Bin : Xiao Gen
- Qin Hao : Lu Jun
- Li Ben : Fan Honggen
- Yan Anlian : Wu Zemin, le père de Qing Hong
- Tang Yang : Meifen, la mère de Qing Hong
- Wang Xiaofan : le frère de Qing Hong
- Lin Yuan : le père de Xiao Zhen
- Dai Wenyan : la mère de Xiao Zhen
- Sun Qingchang : Wang Enhua
- You Fangming : le père de Lu Jun

## Autour du film
- Présenté en Compétition Officielle au 58e Festival de Cannes (2005), c'est la troisième fois que le cinéaste y présente un film. En 1999 il avait déjà présenté So Close to Paradise dans la section Un Certain Regard, suivi en 2003 de Drifters.

## Distinctions
- Festival de Cannes 2005 : Prix du jury.